# Atractoceros
Atractoceros é um gênero de traça pertencente à família Brachodidae.